# 若昂·索萨 (巴西)
若奧·奥拉沃·苏亚雷斯·德索薩（葡萄牙語：João Olavo Soares de Souza，1988年5月27日—），巴西男子職業網球運動員。

## 外部連結
- 若昂·索萨（英文/西班牙文）的官方資料
- 若昂·索萨 (巴西)的國際網球總會 職業／青少年 官方資料（英文）